# Línguas africanas

As línguas oficiais na África
Afrikaans
Árabe
Inglês
Francês
Português
Espanhol
Swahili
outras línguas africanas

Línguas africanas são as línguas autóctones da África. Os linguistas chegaram a classificar mais de mil delas, sendo que a maior parte é falada por grupos étnicos numericamente muito restritos, de poucas centenas ou mesmo de algumas dezenas de pessoas. Entre aquelas mais difundidas estão o amárico, o berbere, o oromo, o swahili, o hauçá, o igbo e o iorubá, cada uma delas falada por milhões de pessoas.
O número de idiomas falados como línguas nativas, no continente, é estimado (a depender da delimitação entre idioma e dialeto) entre 1.250 e 2.100 mas, segundo algumas contagens, pode chegar a mais de 3.000. Somente na Nigéria há mais de 500 idiomas (de acordo com o SIL Ethnologue), o que significa uma das maiores concentrações de diversidade linguística do mundo. 
Os idiomas da África pertencem a um grande número de famílias linguísticas distintas, dentre as quais as maiores são:
- Níger-Congo, que incluem os grandes ramos Atlântico-Congo e Bantu na Oeste, Central, Sudeste e África Austral;
- Línguas afro-asiáticas, espalhadas pela Ásia Ocidental, Norte da África, Chifre da África e partes do Sahel;
- Línguas saarianas, nilóticas e sudanesas centrais (anteriormente incluídas na hipotética macrofamília das línguas nilo-saharianas), presentes na África Oriental e no Sahel;
- Línguas austronésias, faladas em Madagascar e em partes de Comores;
- As línguas khoe-kwadi, faladas principalmente na Namíbia e em Botsuana;
- Línguas indo-europeias, que, embora não nativas da África, são faladas na África do Sul e na Namíbia (africâner, inglês, alemão) e são usadas como língua franca na Libéria e nas antigas colônias britânicas (inglês), francesas e belgas (francês), portuguesas (Português), italianas (italiano), espanholas (espanhol) e nos atuais territórios espanhóis de Ceuta, Melilla e Ilhas Canárias e nos atuais territórios franceses de Mayotte e La Réunion.

Há várias outras  pequenas famílias de línguas e isolados linguísticos, bem como creoulas, além das línguas ainda não classificadas. Além disso, a África tem uma grande variedade de línguas de sinais, muitas das quais são línguas isoladas.
Cerca de cem idiomas são amplamente usados para a comunicação interétnica. Entre elas estão árabe, somali, amárico, oromo, igbo, suaíli, Hauçá, Manding, Fulani e Iorubá, que são faladas como segundo (ou não primeiro) idioma por milhões de pessoas. Embora muitos idiomas africanos sejam usados no rádio, nos jornais e no ensino fundamental, e alguns dos maiores sejam considerados idiomas nacionais, apenas alguns são idiomas oficiais em nível nacional. Na África Subsaariana, a maioria dos idiomas oficiais em nível nacional tendem a ser idiomas coloniais, como o francês, o português ou o inglês.
As mais de mil línguas faladas na África correspondem a 30% dos idiomas de todo o planeta. Mesmo grupos vizinhos podem falar línguas distintas, tornando “o multilinguismo uma característica medular do continente”. O número de línguas pode chegar a aproximadamente 2.500, a depender das diferentes estimativas, além dos quase 8.000 dialetos. Em estudos divulgados pela UNESCO, constatou-se a inexistência de estados monolínguistas no continente, havendo países com duas ou três línguas e outros com mais de quatrocentas, como é o caso da Nigéria, o que aponta para uma realidade muito complexa do ponto de vista do plurilínguismo. Em quase metade dos países da África subsariana, há uma língua que é considerada como materna por mais de 50% da população e considerada como segunda língua por outra parte dessa mesma população. 
Ainda nesse contexto de multilinguismo, 56 línguas africanas são utilizadas pela administração pública e outras 63, pelo menos, no sistema judiciário, uma vez que 26 dos países da África subsaariana autorizam o uso das línguas africanas em suas legislações. Na área comercial, 242 línguas são utilizadas pelos meios de comunicação. Por não possuir alfabeto próprio, algumas línguas africanas acabam sendo consideradas como dialetos, enquanto outras se utilizam do alfabeto árabe, como é o caso do hauçá e das línguas faladas na África do Sul e no Zimbabwe, cujo ensino fundamental é realizado nas línguas nacionais que utilizam o alfabeto latino, como é caso da língua inglesa.
A família das línguas nigero-congolesas, considerada a maior por conta do número de falantes e de idiomas, é a que tem maior ligação com o Brasil. Abrange grande parte da África, ao sul do Saara, e tem as Línguas bantas entre suas numerosas famílias linguísticas. A família afro-asiática ou camito-semítica, predominante no norte da África e estendendo-se até o sudoeste da Ásia, abriga 240 línguas e 285 milhões de falantes.  A família nilo-saariana surgiu no deserto do Saara antes da desertificação." No oeste africano, a maior ramificação é a songai (que abrange diferentes línguas), com mais de três milhões de falantes e presente na Argélia, Benim, Burquina Fasso, Mali, Níger e Nigéria". No leste africano, os Massais, que hoje habitam entre o Quênia e a Tanzânia, representam a ramificação  homônima e uma outra que pretende abranger os povos não negroides. Os pigmeus  são do grupo coissan (khoi-Khoi e san, mais conhecidos como bosquímanos ou hotentotes) que tem cinco ramificações. Os bosquímanos, um dos primeiros grupos habitantes do planeta, atualmente estão localizados no sudoeste da África, na região do deserto de Kalahari, entre Botswana, Namíbia e África do Sul, e em pequenas porções dos territórios de Angola e Zâmbia. 

## Línguas não africanas faladas na África
Os grupos acima são as famílias de línguas originárias de África. No entanto, existem várias línguas que pertencem a famílias de línguas não africanas, como o malgaxe que é uma língua austronésia e o africâner (que se pode considerar uma língua "nativa", embora seja uma língua germânica) que pertence à família das línguas indo-europeias, assim como o são, no léxico, a maioria das línguas crioulas de África.
Para além disso, a maior parte dos países africanos adotou pelo menos uma  língua europeia como uma das suas línguas oficiais - o português nas ex-colônias portuguesas, o francês nas francesas, o espanhol nas espanholas e o inglês nas inglesas. Essas línguas são faladas pela população urbana desses países e, em geral, por todas as pessoas com maior grau de escolaridade. A língua alemã e a língua italiana são ainda faladas por minorias,   na Namíbia e em Camarões, que foram colônias alemãs, e na Somália, parte da qual foi colônia italiana.
Já no Norte da África,  há uma grande predominância do idioma árabe como língua primária da população, por influência de exploradores muçulmanos e árabes que colonizaram a região originalmente), embora em alguns desses países, pelo menos uma língua de origem europeia também seja falada, a exemplo do francês, na Argélia, e do italiano, na Líbia. Na Somália, Eritréia e Etiópia, os idiomas oficiais são línguas semíticas.
Dos processos de colonização pelos quais passou a maioria dos países africanos, os longos períodos de exploração das nações invasoras se consolidaram em sua dominação por meio da comunicação. Idiomas como o francês, o inglês, o espanhol e o português figuraram como idiomas oficiais, em parte considerável do continente.
Assim, de todos os 55 países africanos, 27 países apresentam apenas línguas europeias como oficiais, enquanto que os outros 18 apresentam pelo menos uma língua europeia como oficial. Todavia alguns países, como Argélia, Líbia, Egito, Etiópia, Marrocos, Mauritânia, Saara Ocidental, Somália e Tunísia, apresentam uma presença linguística europeia praticamente nula, visto que todos esses países tem como idioma nativo línguas semíticas, tais como o árabe e o amárico.
Quando da independência dos países africanos, muitos deles optaram pela manutenção do uso dos idiomas dos países colonizadores, que, dada "a manutenção da memória das línguas originárias da África" e das influências locais, acabaram por formar novas línguas como o  crioulo de Maurício e Cabo Verde e o pidgin  da Nigéria.

### Línguas oficiais
Nos vários países africanos, além das antigas línguas coloniais (inglês, francês, português e espanhol), apenas algumas línguas são oficiais. Estas são:
- Árabe, na Argélia, Comores, Chade, Djibouti, Egito, Eritreia, Líbia, Mauritânia,[8] Marrocos, Somália, Sudão, e Tunísia
- Suaíli na Tanzânia, Quénia, Uganda, Burundi, e  Ruanda
- Nianja no Maláui
- Amárica na Etiópia
- Somali na Somália
- Tigrínia na Eritreia (tecnicamente, uma língua de trabalho)
- Quiniaruanda no Ruanda e intimamente relacionado ao Quirundi em Burundi
- Sango na CAR
- Suázi na África do Sul e Essuatíni
- Malgaxe no Madagáscar
- Crioulo de Seychelles nas Seicheles
- Xona no Zimbábue
- Afrikaans, Ndebele, Xossa, Zulu, Pedi, Soto, Tsuana, suázi, Venda, e Tsonga na África do Sul, o único país multilíngue com estatuto oficial difundido para as suas línguas nativas, além do Inglês.[9]

## Influência das línguas africanas na língua portuguesa do Brasil
Considerado por estudiosos um dialeto, resultado do desdobramento da Língua Portuguesa desenvolvida nos territórios Português e Brasileiro, (Mendonça, 2012), o Português falado no Brasil evoluiu sob as influências dos indígenas e dos negros que foram transportados do continente africano para fins de escravização portuguesa ferentemente dos troncos linguísticos derivadas dos populações indígenas, que obtiveram notoriedade na formação da Língua Portuguesa falada no Brasil, observou-se, por parte dos estudiosos que se debruçaram sobre tal temática, que às línguas de origem africana não se deu o mesmo valor como explica MENDONÇA (2012):
O tupi, como filho dileto, teve muito quem dele cuidasse, entre nós; desde o Império que há indianólogos do vulto de Baptista Caetano e Couto de Magalhães, e os africanismos encontraram só em Macedo Soares um precursor notável [...]
O autor esclarece que somente com a substituição da mão de obra indígena, praticamente desaparecida a partir do século XVII, pelo trabalho dos negros escravizados, foi que se verificou a influência do fator africano na língua portuguesa falada no Brasil.
[...] Na intimidade da família, na vida do campo bem como na cidade, o negro é uma figura infalível. Esta transformação étnica reflete-se na esfera linguística, e a língua acompanha a raça na sua evolução. Língua e raça formam dois elementos que têm evolução paralela a ponto de serem muitas vezes confundidos. Como o negro fundiu com o português e do consórcio resultou o mestiço, pareceria lógico que este mestiço falasse um dialeto crioulo. (MENDONÇA, 2012)
Mendonça (2012) afirma, ainda, a possibilidade de ter havido dialetos crioulos no Brasil interiorano e reforça a influência das línguas africanas, como a “nagô”, muito presente nos cultos religiosos e a “mina”, no Estado da Bahia, fornecendo indícios dessa influência, como se constata na seguinte afirmação:
O negro influenciou sensivelmente a nossa língua popular. Um contato prolongado de duas línguas sempre produz em ambas fenômenos de osmose. Ao lado da contribuição genérica e imprecisa que deu o africano para o alongamento das pretônicas e a elocução clara e arrastada, deixou sinais bem seus nos dialetos do interior, principalmente. (MENDONÇA, 2012)
As influências mais evidentes remontam às de línguas como o fula e o sererê, originárias da região do Sael africano; ao mandê, falado no Senegal, em Gâmbia e na Guiné-Bissau; o jeje; o fon; o hauçá; e o canúri ou nifê, da família Nilo-saariana, dentre outras e de línguas da região sul da África como o quicongo, o quimbundo e o umbundo. Outras pesquisas dão conta de que o Iorubá e o quimbundo ganharam maior relevo, na Bahia e nas regiões Norte e Sul do Brasil, respectivamente. Apesar dessa marcante e notória inserção, as descobertas sobre essa incidência linguística parecem caminhar a passos lentos, dificultando o acesso a esse tesouro histórico tão relevante para a formação da identidade cultural do povo brasileiro. Se formaram lacunas na busca pelo conhecimento acerca das línguas africanas que tanto influenciaram a Língua Portuguesa falada no Brasil, muito provavelmente estão relacionadas a ações do nosso passado não tão distante que foi a fase da colonização portuguesa em território brasileiro, que coibiam revoltas, enfraquecendo os grupos linguísticos originários de uma mesma região, bem como à visão “eurocêntrica e preconceituosa de recusar a participação do africano e de seus descendentes na formação e construção do Brasil atual” (Afreaka, 2010).
Aceitar que nossa língua vigente é predominada de influências africanas, sejam elas na morfologia, fonologia ou pronúncia, é reconhecer não apenas uma contribuição – como algo apenas fragmentado – de África em nossa fala, mas uma participação substancial e indispensável desta na constituição da identidade brasileira. (Afreaka)
Essas ações que buscaram “invisibilizar” a influência africana na construção da identidade brasileira, é mais que evidente essa contribuição e esse “entranhamento”, observado não só no dicionário brasileiro onde constam mais de mil e quinhentas palavras de origem africana (Afreaka), bem como de modo mais expressivo nos diversos setores da Língua Portuguesa conforme analisou Yeda Pessoa de Castro:
[...] tal influência vai além do dicionário: “Explicar o avanço do componente africano nesse processo é ter em conta a participação do negro-africano como personagem falante no desenrolar dos acontecimentos e procurar entender os fatos relevantes de ordem socioeconômica e de natureza linguística que, ao longo de quatro séculos consecutivos, favoreceram a interferência de línguas africanas na língua portuguesa, no Brasil. Isso se fez sentir em todos os setores: léxico, semântico, prosódico, sintático e, de maneira rápida e profunda, na língua falada”. 
Nesse entendimento torna-se imperativo considerar que é evidente a contribuição das línguas africanas para o Português falado no Brasil, e como a influência africana alterou a maneira de falar e agregou relevantes valores à cultura brasileira, ampliando percepções e promovendo a multiculturalidade e o respeito às diversidades.

## O estudo das línguas africanas
Na Europa, existe um projeto em curso no sentido de criar um currículo comum em línguas e linguística africana chamado EEQUALL (European Equivalences In African Languages And Linguistics), que se pretende permitir que os estudantes tenham créditos de diferentes universidades.
Nos Estados Unidos o ensino de línguas africanas atraem estudantes de herança africana e outros que buscam uma educação multicultural. Infelizmente, muitos desses programas não têm os requisitos básicos para funcionarem, pois faltam professores qualificados, instalações, financiamento público ou privado, livros didáticos que por muitas vezes é o próprio professor que produz, além de aulas regulares. As línguas africanas raramente fazem parte das ofertas regulares de línguas estrangeiras institucionalizadas. Em algumas cidades, no entanto, os professores incentivam o ensino de idiomas africanos e mobilizaram o apoio da comunidade, o envolvimento dos pais e os diretores das escolas.
No Brasil  línguas africanas são ensinadas nas escolas, havendo apenas o ensino da história e da cultura africana e afro-brasileira.